# Pavel Brendl
Pavel Brendl (* 23. März 1981 in Nové Město nad Metují, Tschechoslowakei) ist ein ehemaliger tschechischer Eishockeyspieler, der im Laufe seiner Karriere 80 Spiele in der National Hockey League für die Philadelphia Flyers, Carolina Hurricanes und die Phoenix Coyotes. Darüber hinaus gewann er 1999 den Ed Chynoweth Cup mit den Calgary Hitmen, 2000 den Calder Cup mit dem Hartford Wolf Pack sowie die Goldmedaille bei der U20-Junioren-Weltmeisterschaft 2001.

## Karriere
Pavel Brendl erlernte das Eishockeyspiel beim HC Olomouc, für den er in der bis 1998 in der tschechischen Juniorenliga spielte. In der Saison 1997/98 absolvierte er außerdem 12 Spiele in der Herrenmannschaft aus Olomouc, die damals in der zweitklassigen 1. Liga spielte. Nachdem er bei der U18-Europameisterschaft gespielt hatte, wechselte Brendl nach Nordamerika zu den Calgary Hitmen, die ihn beim CHL Import Draft 1998 in der ersten Runde als insgesamt 34. Spieler gezogen hatten, aus der Western Hockey League.
Gleich in seinem ersten Jahr dominierte er die WHL und führte seine Mannschaft zur WHL-Meisterschaft und bis ins Finale um den Memorial Cup. Die WHL und die CHL überhäuften ihn mit Auszeichnungen wie dem CHL Top Draft Prospect Award, der Jim Piggott Memorial Trophy und der Wahl in diverse All-Star-Teams. Die gezeigten Leistungen motivierten die New York Rangers, Brendl während des NHL Entry Draft 1999 in der ersten Runde als Vierten auszuwählen. In der folgenden WHL-Saison erzielte er 111 Scorerpunkte und wurde bester Torschütze seines Teams. Nach dem Saisonende in der WHL wurde er in das Farmteam der Rangers, dem Hartford Wolf Pack, in die American Hockey League berufen, wo er zwei Playoff-Spiele absolvierte. In seinem dritten Jahr in Calgary absolvierte er während der regulären Saison nur 49 Spiele für die Hitmen (40 Tore und 39 Assists) und brillierte in den WHL-Playoffs mit sieben Toren und sechs Assists in zehn Spielen.

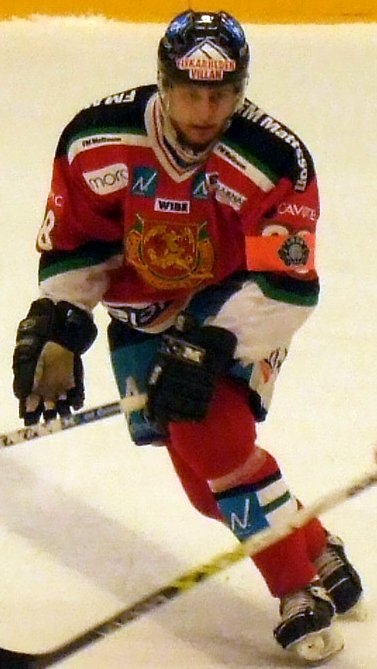
Pavel Brendl beim Mora IK

Im August 2001 wurde er zusammen mit Jan Hlaváč, Kim Johnsson und einem Draftrecht an die Philadelphia Flyers abgegeben, die dafür Eric Lindros nach New York schickten. Bei den Flyers kam Brendl auch zu seinen ersten NHL-Einsätzen, spielte den größten Teil der Saison 2001/02 jedoch bei den Philadelphia Phantoms in der AHL. Seine erste vollständige NHL-Saison absolvierte er in der folgenden Spielzeit, während der er zu den Carolina Hurricanes transferiert wurde. Aber auch in Carolina konnte er sich nicht durchsetzen und spielte 2003/04 hauptsächlich für die Lowell Lock Monsters in der AHL. Während des Lockout in der NHL 2004/05 wechselte Brendl von einem europäischen Klub zum nächsten: Vom HC Oceláři Třinec über den HC Olomouc zu den Malmö Redhawks, später in die Mestis zu Jokipojat Joensuu und schließlich landete er beim HC Thurgau in der Nationalliga B. Nach dem Lockout kehrte er nach Lowell zurück und wurde im Dezember 2005 zu den Phoenix Coyotes geschickt, die dafür Krystofer Kolanos an Carolina abgaben. Nach einer enttäuschenden Saison 2005/06 mit nur zwei NHL-Spielen für die Coyotes kehrte er Nordamerika den Rücken und unterschrieb einen Vertrag beim schwedischen Erstligisten Mora IK. Dort avancierte er zum Topscorer der Saison 2006/07. Außerdem nahm er erfolgreich am Spengler Cup teil und wurde dort ins All-Star-Team gewählt.
Die gezeigten Leistungen brachten ihm einen Dreijahresvertrag beim Ligakonkurrenten Brynäs IF ein. Diesen verließ er allerdings nach nur einem Jahr, um von 2008 bis 2010 für Torpedo Nischni Nowgorod in der neu gegründeten Kontinentalen Hockey-Liga zu spielte. Zu Beginn der Saison 2010/11 stand er bei Kalpa Kuopio in der finnischen SM-liiga unter Vertrag, ehe er im November 2010 zu Neftechimik Nischnekamsk in die KHL wechselte. Am Saisonende wurde sein Vertrag nicht verlängert. Im November 2011 wurde er für den Rest der Saison von den Rapperswil-Jona Lakers verpflichtet. Ende Mai 2012 wurde bekannt, dass Brendl für die Saison 2012/13 wieder zum HC Pardubice zurückkehren wird. Während der Saison 2013/14 wurde er für einen Monat an den HC Kometa Brno ausgeliehen und stand anschließend ab Dezember 2013 bei den Lausitzer Füchsen in der DEL2 unter Vertrag.
Weitere Stationen waren der HK 36 Skalica und der HKm Zvolen aus der slowakischen Extraliga, der Wings HC Arlanda aus Schweden sowie ab Februar 2019 Karjalan Kopla aus der finnischen II-divisioona. Anschließend beendete er seine Karriere.

### International
Pavel Brendl vertrat sein Heimatland Tschechien bei zwei Juniorentitelkämpfen: 1998 nahm er an der U18-Europameisterschaft teil und 2001 wurde er mit der U20-Auswahl Weltmeister. Bei diesem Turnier wurde er auch ins All-Star-Team gewählt und zum besten Stürmer ausgezeichnet. 2006 wurde erstmals in den Kader der tschechischen Nationalmannschaft der Herren berufen, mit der er am Karjala Cup in Finnland teilnahm.

## Erfolge und Auszeichnungen
| - 1999 WHL East First All-Star Team - 1999 Bob Clarke Trophy - 1999 Jim Piggott Memorial Trophy - 1999 WHL Plus-Minus Award - 1999 Ed-Chynoweth-Cup-Gewinn mit den Calgary Hitmen - 1999 CHL All-Rookie Team - 1999 CHL First All-Star Team - 1999 CHL Rookie of the Year | - 1999 CHL Top Draft Prospect Award - 1999 Memorial Cup All-Star Team - 2000 WHL East Second All-Star Team - 2000 CHL Third All-Star Team - 2000 Calder-Cup-Gewinn mit dem Hartford Wolf Pack - 2003 Teilnahme am NHL YoungStars Game - 2007 Håkan Loob Trophy - 2009 Teilnahme am KHL All-Star Game |

### International
- 2001 Goldmedaille bei der U20-Junioren-Weltmeisterschaft
- 2001 All-Star-Team der U20-Weltmeisterschaft
- 2001 Bester Stürmer der U20-Weltmeisterschaft

## Karrierestatistik
(Legende zur Spielerstatistik: Sp oder GP = absolvierte Spiele; T oder G = erzielte Tore; V oder A = erzielte Assists; Pkt oder Pts = erzielte Scorerpunkte; SM oder PIM = erhaltene Strafminuten; +/− = Plus/Minus-Bilanz; PP = erzielte Überzahltore; SH = erzielte Unterzahltore; GW = erzielte Siegtore; 1 Play-downs/Relegation; Kursiv: Statistik nicht vollständig)